# Misere Mani
«Misere Mani» es el cuarto y último sencillo publicado por Era extraído del álbum Era. Esta canción no apareció en la edición original de 1996, sin embargo aparece una versión temprana llamada «Mirror», que contiene el estribillo del tema. El sencillo en sí fue publicado hasta una posterior reedición de 1998 junto con un nuevo remix de la canción «Mother» y sin la canción «After Time».
Curiosamente también apareció en el álbum Era 2, pero con pequeños cambios en el arreglo musical haciéndola más lenta.

## Listado
- CD sencillo

1. «Original version» — 4:02

- CD maxi sencillo

1. «Album version» — 4:02
2. «Mother (Remix)» — 4:09
3. «Mirror» — 3:57

- CD maxi sencillo 2000 version

1. «2000 version» — 4:02
2. «Avemano» — 4:15
3. «Madona» — 4:16
4. «Divano» — 3:53

- Datos: Q16607986